# Pseudanthias bicolor
Pseudanthias bicolor är en fiskart som först beskrevs av Randall, 1979.  Pseudanthias bicolor ingår i släktet Pseudanthias och familjen havsabborrfiskar. Inga underarter finns listade i Catalogue of Life.